# Ньепс (лунный кратер)
Кратер Ньепс (лат. Niepce) — крупный древний ударный кратер в северном полушарии обратной стороны Луны. Название присвоено в честь французского изобретателя Жозефа Нисефора Ньепса (1765—1833) и утверждено Международным астрономическим союзом в 1970 г. Образование кратера относится к нектарскому периоду.

## Описание кратера

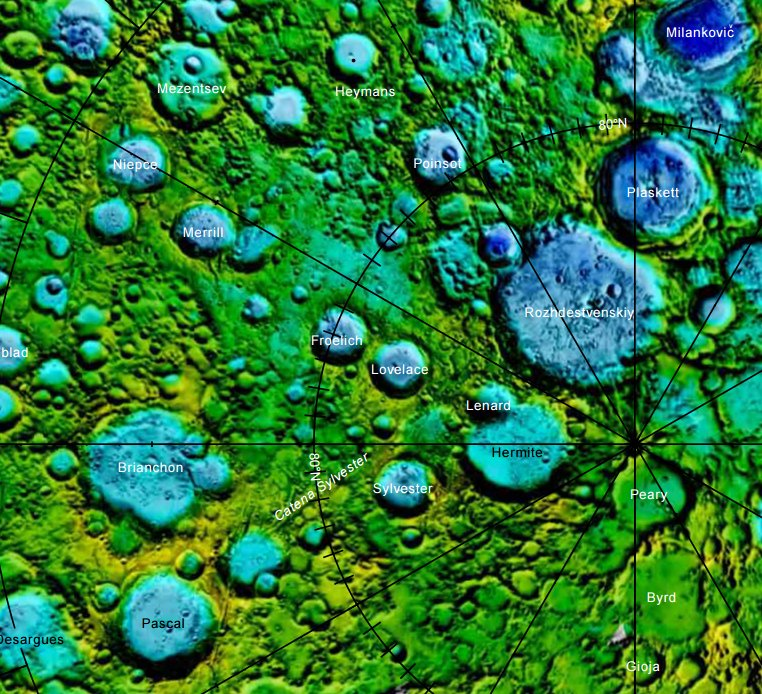
Окрестности кратера Ньепс. Фрагмент карты области южного полюса Луны.

Ближайшими соседями кратера являются кратер Мезенцев на западе; кратер Меррилл на севере; кратер Линдблад на востоке-юго-востоке и кратер Нетер на юге-юго-востоке. Селенографические координаты центра кратера 72°12′ с. ш. 120°09′ з. д. / 72,2° с. ш. 120,15° з. д., диаметр 59,7 км, глубина 2,4 км.
Кратер Ньепс имеет близкую к циркулярной форму и значительно разрушен. Вал сглажен, в юго-восточной части перекрыт группой мелких кратеров, к восточной части вала прилегает сателлитный кратер Ньепс F (см. ниже). Внутренний склон вала с остатками террасовидной структуры, восточная часть внутреннего склона и чаши кратера перекрыта породами выброшенными при образовании сателлитного кратера Ньепс F. Высота вала над окружающей местностью достигает 1180 м, объем кратера составляет приблизительно 2700 км³. Дно чаши относительно ровное, отмечено множеством кратеров различного размера.

## Сателлитные кратеры

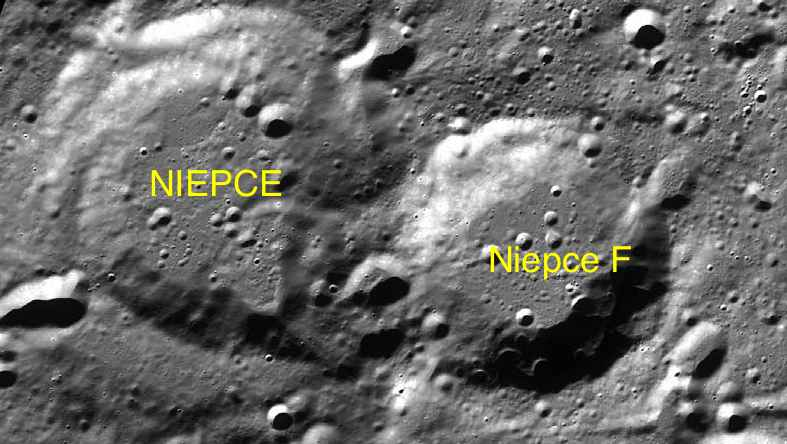
Фрагмент карты LAC-9.

| Ньепс | Координаты                                              | Диаметр, км |
| ----- | ------------------------------------------------------- | ----------- |
| F     | 72°08′ с. ш. 114°16′ з. д. / 72,13° с. ш. 114,27° з. д. | 48,6        |